# Gammalsvenskby
Gammalsvenskby (en français : « Vieux village suédois », en ukrainien : Старошведське, en dialecte local suédois : Gammölsvänskbi, en allemand : Alt-Schwedendorf) est un ancien village fondé en 1781 par des Suédois d’Estonie expulsés de l’île de Hiiumaa. Gammalsvenskby fait maintenant partie du village de Zmiïvka (en ukrainien : Зміївка, russe : Змеевка) dans le raïon de Beryslav de l’oblast de Kherson, en Ukraine. Avant son intégration à Zmiïvka, le village a brièvement porté le nom de Verbivka (en ukrainien : Вербівка). Ce lieu est principalement connu pour son héritage culturel suédois.
Zmiïvka regroupe également trois anciens villages établis par des Allemands : Schlangendorf et Mühlhausendorf, villages luthériens ainsi que Klosterdorf, un village catholique romain. Au cours du 19e siècle, plusieurs villages fondés par des Allemands peuplent la région, de même qu’une grande partie du sud de la Russie. Leurs habitants sont de diverses fois protestantes, plus particulièrement luthérienne et mennonites, de même que catholique romaine.
La réserve de la biosphère Ascania-Nova est située près du village.

## Réinstallation des Suédois d’Estonie et fondation de Gammalsvenskby
Les origines de la population de Gammalsvenskby peuvent être retracées jusqu’à l’île de Hiiumaa (en suédois Dagö), actuellement située en Estonie et jadis[Quand ?] partie du Duché d’Estonie. En vertu du traité de Nystad, l’île est cédée à l’Empire russe en 1721, à la fin de la grande guerre du Nord.
Quelques décennies plus tard, une partie des paysans en conflit avec l’aristocratie locale répondent à l’oukase (sorte de décret) de 1762 proclamé par Catherine la Grande, à la recherche de colons à envoyer en Nouvelle-Russie dans un territoire tout juste conquis aux mains de l’Empire ottoman, territoire situé aujourd’hui dans le sud de l’Ukraine,,. 1 200 personnes attirées par les promesses de nouvelles terres fertiles à proximité du Dniepr quittent Dagö le 20 août 1780. Ils entreprennent un voyage par voie terrestre et arrivent en Nouvelle-Russie le 1er mai 1781,. Seulement 400 Suédois restent à Dagö. Bien que certaines sources décrivent cette migration comme une simple expulsion de ces Suédois de leur terre d’origine en Estonie, d’autres mettent plutôt l’accent sur le fait que cette offre ait pu sembler généreuse pour ces serfs, pauvres et opprimés.
Malgré l’avantage perçu de cette offre, ses répercussions furent désastreuses. Des 1 200 colons ayant quitté l’île, seuls 900 arrivent en Nouvelle-Russie,. À leur arrivée, ils constatent que les demeures auxquelles ils s’attendaient n’existent vraisemblablement pas. En outre, 318 colons meurent durant la première année de leur séjour en Ukraine, principalement en raison de la dysenterie. 116 autres meurent au cours de la deuxième année. En 1794, seuls 224 colons étaient toujours en vie à Gammalsvenskby. En 1802, le gouvernement russe ordonne à tous les hommes suédois de se marier avant leurs 30 ans afin de stimuler la croissance de la population.

## Maintien de l’héritage suédois
De 1787 à 1805, des colons allemands sont invités à Gammalsvenskby afin de soutenir la population de la région. Ces Allemands désignent la région sous le nom de Schwedengebiet (la région des Suédois) et le village, Alt-Schwedendorf. Rapidement, de nouveaux villages furent fondés : Schlangendorf, Mühlhausendorf et Klosterdorf. L’arrivée de ces Allemands signifie que les Suédois devinrent rapidement une minorité; plusieurs pasteurs et enseignants de la région sont germanophones et ne parlent pas le suédois.
Les Suédois n’ont pas utilisé à leur plein potentiel les terres arables qui leur sont allouées, préférant concentrer leurs activités dans le domaine de la pêche plutôt que de celui de l’agriculture. Toutefois, l’octroi des terres agricoles aux nouveaux arrivants allemands fragilise les relations entre les Suédois de Gammalsvenskby et leurs voisins allemands. Pourtant, ces tensions n’empêchent pas les mariages entre les deux communautés, comme le prouvent les registres paroissiaux de leurs églises. Bien que ces communautés soient quelques fois en désaccord, elles n’ont jamais été ennemies et ont fait preuve de collaboration en cas de difficulté.
Les habitants de Gammalsvenskby ont maintenu leurs traditions, leur foi luthérienne envers l’Église de Suède ainsi que leur dialecte de suédois ancien. À la fin du 19e siècle, des liens ont été établis entre la Suède et les Suédois d’Ukraine, ces derniers étant perçus comme une « tribu perdue » ayant conservé d’anciennes traditions suédoises, telles que l’écriture de runes et la célébration d’une ancienne forme de liturgie de l’Église de Suède. Le prince Charles de Suède a amassé plus de 6 000 roubles en Suède et en Finlande afin de soutenir la construction d’une nouvelle église suédoise dans le village afin de remplacer l’église précédente offerte par le prince Potemkin, une église de bois ayant brûlé au milieu du 19e siècle. La nouvelle église ouvre ses portes en 1885. Pendant une certaine période, avant les révolutions qui suivirent la Première Guerre mondiale, de fréquentes visites provenant de la Suède ont lieu et certains villageois s’abonnent à des journaux suédois.
Malgré ces liens, la Russie tente d’intégrer les Suédois d’Ukraine à l’empire russe. Les plans initiaux de colonisation exemptaient ceux-ci de la conscription dans l’armée du tsar, décision qui fut révoquée à la fin des années 1800. C’est ainsi que 130 hommes originaires de Gammalsvenskby ont servi dans l’armée russe au cours de la Première Guerre mondiale.

## Tentative de relocalisation en Suède
Durant la Guerre civile russe, Gammalsvenskby est principalement contrôlée par l’Armée rouge, bien que le village fut la cible de tirs d’artillerie provenant de l’Armée blanche commandée par le général Anton Dénikine. Après que les combats se soient éloignés des villages en 1921, les villageois ont sollicité l’aide de la Suède, notamment en écrivant à l’archevêque d’Uppsala, Nathan Söderblom. En 1922, la Croix-Rouge suédoise organise une expédition à Gammalsvenskby afin d’offrir de l’aide et du soutien au développement de la région et de ses terres agricoles. Dans le cadre de cette opération, deux nouveaux villages suédois ont été fondés afin de maintenir le territoire, soit Nysvenskby (« Nouveau village suédois ») et Svenskåker (« Champ suédois »). Les villages voisins allemands ont fait de même avec les villages de Friedenheim et Neuklosterdorf.
Certains villageois multiplient leurs efforts afin de retourner en Suède en raison de différends avec les autorités soviétiques concernant la fiscalité, les politiques de collectivisation et le droit au maintien de la foi luthérienne. Le 1er septembre 1927, 136 agriculteurs du village présentent une pétition aux « peuples suédois, finlandais et américain » pour obtenir de l’aide afin d’être réunis avec leurs compatriotes suédois. Le représentant de la Suède à Moscou, Carl Gerhard von Heidenstam, ne réagit pas immédiatement à cette initiative et recommande plutôt de faire preuve de prudence. Le 28 juin 1928, 429 villageois choisissent de retourner en Suède, en vertu des dispositions de la Déclaration des droits des peuples de Russie en matière d’autodétermination ethnique. À cette époque, la pression monte en Suède afin de permettre le retour des habitants de Gammalsvenskby et le 22 février 1929, le Riksdag reconnaît le droit des villageois à revenir en Suède. En juin 1929, le gouvernement soviétique conclut une entente avec les Suédois en ce qui concerne la cession des biens situés en Ukraine et les frais de passeport ; la plupart des villageois se préparent à quitter Gammalsvenskby. Ceux-ci ne pouvaient apporter que ce qu’ils pouvaient transporter dans un train de voyageurs.
Le 22 juillet 1929, les Suédois de Gammalsvenskby qui ont reçu un permis de sortie sont amenés à Kherson par voie maritime à l’aide de deux navires à vapeur. De là, la Croix-Rouge suédoise transfère les villageois sur le vaisseau cargo Firuzan à destination de Constanța, en Roumanie, où leur périple se poursuit sur la terre ferme. Ils traversent la Hongrie et l’Autriche en train jusqu’à Sassnitz, en Allemagne, en passant par les villes de Sinaia, de Brașov, de Lőkösháza, de Budapest, de Vienne, de Passau et de Stralsund. Une fois arrivés, ils traversent la mer Baltique vers la Suède en traversier. Le 1er août 1929, 885 Suédois d’Ukraine arrivent à Trelleborg, en Suède, où ils sont reçus par le prince Charles de Suède, duc de Västergötland. Parmi ceux qui ont choisi de rester à Gammalsvenskby, 19 familles (pour un total de 94 personnes) déménagent dans la province du Manitoba, au Canada, là où de premiers immigrants provenant de Gammalsvenskby se sont installés. Plus tard, six de ces 19 familles décident de retourner en Suède.